# Meridiano 26 W
O meridiano 26 W é um meridiano que, partindo do Polo Norte, atravessa o Oceano Ártico, Gronelândia, Oceano Atlântico, Oceano Antártico, Antártida e chega ao Polo Sul. Forma um círculo máximo com o Meridiano 154 E.
Começando no Polo Norte, o meridiano 26 Oeste tem os seguintes cruzamentos:
| País, território ou mar | Notas |
| ----------------------- | --- |
| Oceano Ártico           | |
| Gronelândia             | |
| Oceano Atlântico        | Passa a oeste da Ilha de São Miguel, Açores, Portugal · Passa a leste da Ilha Saunders e da Ilha Montagu, Ilhas Geórgia do Sul e Sandwich do Sul |
| Oceano Antártico        | |
| Antártida               | Território reclamado pela Argentina (Antártida Argentina) e pelo Reino Unido (Território Antártico Britânico)                                    |